# M.C. Lottrup
Maltha Conrad Lottrup (født 12. maj 1815 Holmegaard, Skals Sogn, død 21. november 1870 i Vestergade i Århus) var medgrundlægger til Ceres Bryggeriet, og drev det fra 1865 frem til sin død.

## Eksterne kilder og henvisninger
1. ↑  "Maltha Conrad Lottrup – Personoplysninger – PhpGedView". Arkiveret fra originalen 20. februar 2021. Hentet 7. januar 2012.

- Lottrup Family of Denmark
- Maltha 'Malthe' Conrad Lottrup på gravsted.dk